# It's My Life (album)
It's My Life este albumul de debut al DJ-ului german Sash!, lansat în iunie 1997 prin intermediul mărcilor Multiply și Polygram. Trei single-uri au fost lansate de pe album: Encore Une Fois, Ecuador și Stay. Există două versiuni ale albumului, o versiune cu un singur disc și o versiune ulterioară cu un al doilea disc cu remixuri. Albumul a fost certificat cu platină în Marea Britanie.

## Lista pieselor
| Varianta standard |                                       |         |  |
| Nr.               | Titlu                                 | Lungime |  |
| 1.                | „Mighty Break”                        | 5:56    |  |
| 2.                | „Final Pizzi”                         | 5:11    |  |
| 3.                | „Cheating Twister”                    | 5:14    |  |
| 4.                | „Stay” (feat. La Trec)                | 5:54    |  |
| 5.                | „Sweat” (feat. La Trec)               | 5:53    |  |
| 6.                | „Hoopstar” (Sash! & Nonex)            | 6:52    |  |
| 7.                | „It's My Life”                        | 6:12    |  |
| 8.                | „Encore une fois”                     | 6:25    |  |
| 9.                | „Ecuador” (feat. Rodriguez)           | 5:51    |  |
| 10.               | „It's My Life” (NBG mix)              | 5:50    |  |
| 11.               | „Encore une fois” (Future Breeze mix) | 6:27    |  |
| 12.               | „Ecuador” (Bruce Wayne mix)           | 5:48    |  |

| Varianta australiană |                                        |         |  |
| Nr.                  | Titlu                                  | Lungime |  |
| 1.                   | „It's My Life”                         | 6:12    |  |
| 2.                   | „Encore une fois” (feat. Sabine Ohmes) | 6:25    |  |
| 3.                   | „Ecuador” (feat. Rodriguez)            | 5:51    |  |
| 4.                   | „Mighty Break”                         | 5:58    |  |
| 5.                   | „Final Pizzi”                          | 5:11    |  |
| 6.                   | „Cheating Twister”                     | 5:14    |  |
| 7.                   | „Stay” (feat. La Trec)                 | 5:54    |  |
| 8.                   | „Sweat” (feat. La Trec)                | 5:53    |  |
| 9.                   | „Hoopstar” (feat. Nonex)               | 6:52    |  |
| 10.                  | „It's My Life” (NBG Remix)             | 5:50    |  |
| 11.                  | „Encore une fois” (Future Breeze Mix)  | 6:27    |  |
| 12.                  | „Ecuador” (Bruce Wayne Mix)            | 5:48    |  |

| Varianta italiană |                                        |         |  |
| Nr.               | Titlu                                  | Lungime |  |
| 1.                | „It's My Life”                         | 6:16    |  |
| 2.                | „Encore une fois” (feat. Sabine Ohmes) | 6:30    |  |
| 3.                | „Ecuador” (feat. Rodriguez)            | 5:55    |  |
| 4.                | „Mighty Break”                         | 5:59    |  |
| 5.                | „Final Pizzi”                          | 5:15    |  |
| 6.                | „Cheating Twister”                     | 5:19    |  |
| 7.                | „Stay” (featuring La Trec)             | 6:00    |  |
| 8.                | „Sweat” (featuring La Trec)            | 5:58    |  |
| 9.                | „Hoopstar” (featuring Nonex)           | 6:55    |  |
| 10.               | „It's My Life” (NBG Remix)             | 5:53    |  |
| 11.               | „Encore une fois” (Future Breeze Mix)  | 6:29    |  |
| 12.               | „Ecuador” (Klubbheads Mix)             | 6:32    |  |

## Clasamente și certificări
| Clasamente (1997)                      | Poziție |
| -------------------------------------- | ------- |
| Australian Albums (ARIA)               | 82      |
| Belgian Albums (Ultratop Flanders)     | 17      |
| Belgian Albums (Ultratop Wallonia)     | 37      |
| Dutch Albums (MegaCharts)              | 32      |
| German Albums (Media Control)          | 38      |
| New Zealand Albums (Recorded Music NZ) | 11      |
| Norwegian Albums (VG-lista)            | 19      |
| Swedish Albums (Sverigetopplistan)     | 12      |
| Swiss Albums (Schweizer Hitparade)     | 37      |
| UK Albums (OCC)                        | 6       |

### Certificări
| Regiune | Certificări | Vânzări  |
| --- | ----------- | -------- |
| Belgia (BEA) | Gold        | 25.000*  |
| Regatul Unit (BPI) | Platinum    | 300.000^ |
| *cifrele de vânzări sunt bazate pe un singur certificat ^cifrele cargo sunt bazate pe un singur certificat xcifrele nespecificate sunt bazate pe un singur certificat |             |          |